# Calao de Palawan
Anthracoceros marchei
Espèce
Statut de conservation UICN

 VU A2cd+3cd+4cd : Vulnérable
Statut CITES
Le Calao de Palawan (Anthracoceros marchei) est une espèce d'oiseau de la famille des Bucerotidae, endémique des forêts pluviales de Palawan, aux Philippines.
C'est une espèce monotypique (non subdivisée en sous-espèces).